# Mpandangindo
Mpandangindo (auch Mpandangino) ist ein Verwaltungsbezirk (Ward) des Distrikts Songea in der tansanischen Region Ruvuma.

## Geografie
Mpandangindo liegt im Südwesten von Tansania, etwa 15 Kilometer Luftlinie nördlich der Regionshauptstadt Songea. Der Bezirk grenzt im Norden an Mkongotema und im Nordosten an Mtyangimbole, die beide im Distrikt Madaba liegen. Im Osten grenzt Hanga des Distrikts Namtumbo an, im Südosten Tanga, im Süden Mshangano, Mwengemshindo und Lilambo und im Westen Parangu. Bei der Volkszählung 2022 lebten 6113 Menschen in 1723 Haushalten auf einer Fläche von 224 Quadratkilometern.

## Gliederung
Der Bezirk besteht aus drei Gemeinden (Mtaa) mit 16 Orten (Kitongoji):
| Mpandangindo - Nakatete - Muheza - Kanisani - Kibaoni - Mwembechai - Mbulani A - Mbulani B | Kituro - Kituro Juu - Muhumbezi - Majengo - Uzunguni - Hinga | Liweta - Mlinguli A - Mlinguli B - Misuku - Liweta |

## Wirtschaft und Infrastruktur
- Bildung: Die Lupunga Secondary School ist eine staatliche weiterführende Schule mit einer Ausbildung für Mädchen und Burschen bis zur 4. Stufe.[8]
- Gesundheit: Im Bezirk liegen zwei Apotheken, die in der Gemeinde Mpandangindo ist eine private Apotheke,[9] die in Liweta ist staatlich.[10]

## Persönlichkeiten
- Eberhard Spieß (1902–1990), Rektor des Priesterseminars Peramiho und Titularbischof war Seelsorger in Mpandangindo.[11]